# Elena Maria Bonfanti
Elena Maria Bonfanti (ur. 9 lipca 1988 w Mediolanie) – włoska lekkoatletka, sprinterka.
Specjalizowała się w biegu na 400 metrów. Odpadła w półfinale tej konkurencji i zajęła 5. miejsce w sztafecie 4 × 400 metrów na młodzieżowych mistrzostwach Europy w 2009 w Kownie. Wystąpiła w sztafecie 4 × 400 metrów na igrzyskach olimpijskich w 2012 w Londynie, ale odpadła w eliminacjach.
Zwyciężyła w sztafecie 4 × 400 metrów (w składzie: Maria Enrica Spacca, Bonfanti, Maria Benedicta Chigbolu i Chiara Bazzoni) na igrzyskach śródziemnomorskich w 2013 w Mersin. Zajęła 7. miejsce w biegu na 400 metrów na letniej uniwersjadzie w 1013 w Kazaniu.
Odpadła w eliminacjach sztafety 4 × 400 metrów na halowych mistrzostwach świata w 2014 w Sopocie.
Na mistrzostwach Europy w 2014 w Zurychu zajęła 7. miejsce w finale tej konkurencji. Odpadła w eliminacjach sztafety 4 × 400 metrów na mistrzostwach świata w 2015 w Pekinie.
Zdobyła brązowy medal w sztafecie 4 × 400 metrów na mistrzostwach Europy w 2016 w Amsterdamie (biegła tylko w eliminacjach). Była rezerwową zawodniczką w tej konkurencji na igrzyskach olimpijskich w 2016 w Rio de Janeiro.
Jest byłą rekordzistką Włoch w sztafecie 4 × 400 metrów w hali z wynikiem 3:31,99 (8 marca 2014 w Sopocie).
Rekordy życiowe Bonfanti:
- bieg na 200 metrów  – 23,82 (8 września 2013, Rieti)
- bieg na 400 metrów  – 52,61 (8 lipca 2012, Bressanone)
- bieg na 400 metrów (hala) – 53,47 (23 lutego 2014, Ankona)